# Joachim Sohn
Joachim Sohn (* 1968 in Wiesbaden) ist ein deutscher Trickfilmzeichner und Schriftsteller.

## Leben
Joachim Sohn studierte in Mainz, Konstanz und Berlin Philologie und Filmwissenschaft und schloss seinem Studium eine Ausbildung zum Trickfilmzeichner an der animation-school in Hamburg an. Dort entwickelte er unter anderem die Trickfilmfiguren für Junior-TV (Sat1). Darauf arbeitete er mehrere Jahre freiberuflich für verschiedene Trickfilmproduktionen als Concept-Artist, Storyboarder und Trickfilmzeichner in Deutschland. Unter anderem bei Dragon’s Rock (Drachenfels) für TV Loonland bei GUM GmbH (Unternehmen von Stefan Lichter).
Seit 2004 wohnt er in Oberhausen (Rheinland) und arbeitet als Grafik- und Motiondesigner in einer Werbeagentur in Düsseldorf, jetzt Krefeld.
Seit 2010 schreibt er Kurzgeschichten, Erzählungen und Romane in den Genres Tierfantasy- und Historische Fantasy. 2024 gewann er mit „Die Nacht des Mondbogens“ den 2. Platz des 1. Gelsenkirchener Publikumsbuchpreises.
Er setzt sich für Humanismus und Tierschutz ein und ist Mitglied des Phantastik-Autoren-Netzwerkes PAN e.V. und des Düsseldorfer Aufklärungsdienstes, einer Regionalgruppe der giordano-bruno-stiftung.

## Preise und Nominierungen
2024: 2. Platz beim 1. Gelsenkirchener Publikumsbuchpreis für Die Nacht des Mondbogens (verliehen auf der Pott-Phantastika, Gelsenkirchen, 2024, von Karin Welge)

## Werke

### Romane
- Perm – Eine Urzeitheldenreise, Hörbuch, Sprecher: Oliver Scheffel, action-verlag, Essen, 2010
- Sunnie und Polli – Im Land der Monate, Papierverzierer Verlag, Essen, 2015, ISBN 978-3944544403
- Die Zeitagenten, Novelle, Art-Skript-Phantastik Verlag, 2017, ISBN 978-3945045077
- Wie ich Jesus Star Wars zeigte, alibri Verlag, Aschaffenburg, 2018, ISBN 978-3865692962
- Sunnie und Polli – Aufregung in Dampfstadt, Edition Roter Drache, Meschede, 2020, ISBN 978-3968150000
- Die Zeitagenten Band 1 – Fluch der Katharer, Edition Roter Drache, Meschede, 2020, ISBN 978-3968150123 (Neuauflage mit zusätzlicher Bonusgeschichte „Der Schatz von Naica“)
- Wie ich mit Jesus Star Wars rettete, Alibri-Verlag, Aschaffenburg, 2021, ISBN 978-3865693457
- Die Zeitagenten Band 2 – Propaganda der Tat, Edition Roter Drache, Meschede, 2021, ISBN 978-3968150192
- Die Nacht des Mondbogens, illustriert von Holger Much, Edition Outbird, Gera, 2023, ISBN 978-3948887438

### Kurzgeschichten
- Sunnie und Polli – Flucht von Fanfasl, in Avatare, Roboter & andere Stellvertreter (HG Susanne O’Connell), Wendepunkt Verlag, 2012, ISBN 978-3935841726
- Zu spät, in Karma-Express, (HG: Andreas Schnell), A. Fritz Verlag, Frankfurt, 2015, ISBN 978-3944771113
- Die Elochanten, in Exotische Welten (HG: Susanne & Sean O’Connell), O’Connell Press, 2014
- Sunnie und Polli – Das Findelfellbündel, in Yggdrasil ‚Fenrir und Loki (HG: Katharina Bode), Wölfchen Verlag, Syke, 2017, ISBN 978-3943406702
- Sunnie und Polli – Die große Durcheinanderwürfelung in Yggdrasil ‚Thor und Odin, (HG: Alfons Th. Seeboth). Wölfchen Verlag, Syke. 2018, ISBN 978-3943406719
- Der Grimm, in Abartige Geschichten, (HG: Markus Lawo), Hammer Boox, 2021, ISBN 979-8767387625
- Kate und George in Bestiae Mentis, HG: PAN e.V. Edition Roter Drache, Meschede, 2023, ISBN 978-3968150666
- To Where The Pepper Grows – A Bearytale, in The Magic We Miss, Believe in Wonder Publishing, Portland (Oregon) USA, 2024, ISBN 979-8990059108
- Das perfekte Dîner, in Ein ganz besonderer Saft, (HG: Katherina Heinrichs et al.) Edition Roter Drache, Meschede, 2025, ISBN 978-3-96815-079-6

### Bilderbücher als Illustrator
- Freddy, das Glücksschwein (Autorin: Daniela Wakonigg), Alibri-Verlag, Aschaffenburg, 2020, ISBN 978-3865692689
- Das Fliegende Spaghettimonster – Die Kinderbibel (Autorin: Daniela Wakonigg), Alibri-Verlag, Aschaffenburg, 2023, ISBN 978-3865693914

### Als Herausgeber
- Umray, illustrierte Kurzgeschichtensammlung (Mitherausgeber), Papierverzierer Verlag, Essen, 2015, ISBN 978-3944544878